# Lestes sigma
Lestes sigma là loài chuồn chuồn trong họ Lestidae. Loài này được Calvert mô tả khoa học đầu tiên năm 1901.